# Gisli
Gisli er en dansk/islandsk sanger, opvokset i Horsens, og bosat i København. Han rapper på engelsk.
Han slog benene væk under de fleste anmeldere med EP'en Sky High i 2003, hvor han viste, at danskere godt kan lave god engelsksproget hiphop.
Gisli arbejdede sidenhen sammen med bl.a. Kenneth Bager, alt imens han udforskede genregrænserne i projektet Lucie Baines – bl.a. sammen med Kresten Osgood.
I 2007 udsendte han albummet Kisses From a Bastard, der havde produktioner af Tue Track og Thomas Troelsen og gæsterap af Little Brother.

## Diskografi
- 2003: Sky High EP
- 2007: Kisses From a Bastard

## Eksterner henvisninge
- Gisli på Discogs
- Gisli på MusicBrainz
- Gisli på Myspace